# Occidryas hopfingeri
Occidryas hopfingeri är en fjärilsart som beskrevs av Gunder 1934. Occidryas hopfingeri ingår i släktet Occidryas och familjen praktfjärilar. Inga underarter finns listade i Catalogue of Life.